# Ryan Tannehill
Ryan Timothy Tannehill III (* 27. Juli 1988 in Lubbock, Texas) ist ein US-amerikanischer American-Football-Spieler auf der Position des Quarterbacks. Er spielte bis zur Saison 2023 bei den Tennessee Titans in der National Football League (NFL) und ist aktuell ein Free agent. Zuvor spielte er bei den Miami Dolphins, von denen er im NFL Draft 2012 als achter Spieler ausgewählt wurde.

## Karriere

### Highschool und College
Tannehill besuchte die Big Spring High School, wo er Football, Basketball und Leichtathletik ausübte. In seiner Sophomore-Saison spielte er zunächst als Defensive Back, bevor er auf die Position des Quarterbacks wechselte. Als Senior führte er sein Team mit Pässen über 5.258 Yards und 617 Laufyards in die Play-offs. Außerdem war er als Punter aktiv und hatte dabei einen Durchschnitt von 39,2 Yards.
Tannehill ging auf die Texas A&M University und setzte zunächst die Spielzeit 2007 aus. 2008 konnte er sich auf der Quarterback-Position nicht gegen die erfahreneren Stephen McGee und Jerrod Johnson durchsetzen und lief als Wide Receiver auf. Er brach Freshman-Schulrekorde für Passfänge und gefangene Yards  und beendete die Saison mit 844 Yards Raumgewinn. 2009 war Jerrod Johnson der Starting-Quarterback, und Tannehill fing Pässe für 609 Yards und 4 Touchdowns. Im Verlauf der Saison 2010 erhielt er zunehmend Einsatzzeiten als Quarterback, und er stellte in seinem ersten Spiel von Beginn an mit 449 geworfenen Yards einen Schulrekord auf. Als Senior startete er in 13 Spielen und passte für 3.744 Yards und 29 Touchdowns bei 15 Interceptions.

### NFL

#### Miami Dolphins
Im NFL Draft 2012 wurde er als drittbester Quarterback hinter Andrew Luck und Robert Griffin III gehandelt. Die Miami Dolphins wählten ihn als achten Spieler aus, womit er der erste Quarterback seit Dan Marino im Jahr 1983 war, den die Dolphins in der ersten Runde drafteten. Am 28. Juli 2012 unterschrieb er seinen Rookie-Vertrag über vier Jahre und 12,684 Millionen US-Dollar.
In der Preseason wurde Tannehill zum Starting-Quarterback ernannt. Im ersten Saisonspiel gegen die Houston Texans warf er keine Touchdowns, jedoch drei Interceptions. Im Verlauf der Saison stabilisierte er sich und stellte mehrere Rookie-Rekorde für Miami auf. Er war der fünfte Quarterback in der Geschichte der Dolphins, der für mehr als 3000 Yards in einer Saison warf.
2014 war statistisch gesehen sein bestes Jahr. Ihm gelangen persönliche Bestwerte in geworfenen Yards, geworfenen Touchdowns, Passversuchen, vervollständigten Pässen, Quarterback Rating und gelaufenen Yards. Außerdem warf er so wenige Interceptions wie nie zuvor.

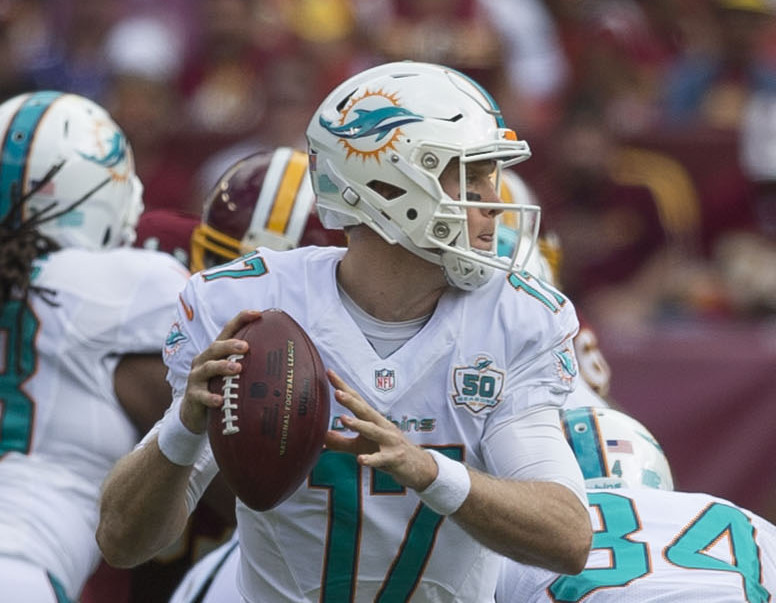
Tannehill bei den Dolphins (2015)

Vor der Saison 2015 unterschrieb er einen neuen Sechsjahresvertrag über 95 Millionen Dollar.
Nachdem er sich 2017 saisonübergreifend verletzt hatte, holten die Dolphins Jay Cutler mit einem 1-Jahres-Vertrag aus dem Ruhestand zurück.

#### Tennessee Titans
Am 15. März 2019 tauschten die Dolphins Tannehill zusammen mit einem Sechstrundenpick für den NFL Draft 2019 zu den Tennessee Titans, die im Gegenzug den Dolphins einen Viertrundenpick des NFL Draft 2020 und einen Siebtrundenpick für den Draft 2019 gaben. Die Titans gaben Tannehill einen Einjahresvertrag über sieben Millionen US-Dollar.
Bei den Titans war Tannehill zunächst der Backup für Marcus Mariota, der jedoch nach dem sechsten Spieltag wegen schlechter Leistungen auf die Bank versetzt wurde. Tannehill gewann seine ersten beiden Spiele als Starting Quarterback der Titans. Er brachte über 70 % seiner Pässe ans Ziel und warf fünf Touchdowns bei einer Interception. Nachdem die Titans mit zwei Siegen und vier Niederlagen in die Saison gestartet waren, führte Tannehill die Titans mit sieben Siegen aus den verbleibenden zehn Spielen noch in die Play-offs. Dabei warf er in der Regular Season 22 Touchdownpässe bei 6 Interceptions und verzeichnete mit einem Quarterback Rating von 117,5 den ligaweit besten Wert. In der Playoff-Phase schlugen die Titans mit Tannehill die favorisierten New England Patriots und Baltimore Ravens. Im AFC Championship Game unterlagen die Titans dann den Chiefs. Durch die Super-Bowl-Teilnahme der Chiefs wurde Tannehill als Ersatz für Patrick Mahomes für den Pro Bowl nachnominiert.
Am 15. März 2020 schlossen die Titans und Tannehill einen Vertrag über 118 Millionen US-Dollar über vier Jahre ab, wobei 62 Millionen US-Dollar garantiert sind.

### Karrierestatistik
| 2012            | MIA    | 282-484     | 58,3 | 3.294  | 12  | 13  | 76,1  |
| 2013            | MIA    | 355-588     | 60,4 | 3.913  | 24  | 17  | 81,7  |
| 2014            | MIA    | 392-590     | 66,4 | 4.045  | 27  | 12  | 92,8  |
| 2015            | MIA    | 363-586     | 61,9 | 4.208  | 24  | 12  | 88,7  |
| 2016            | MIA    | 261-389     | 67,1 | 2.995  | 19  | 12  | 93,5  |
| 2017            | MIA    | -           | -    | -      | -   | -   | -     |
| 2018            | MIA    | 176-274     | 64,2 | 1.979  | 17  | 9   | 92,7  |
| 2019            | TEN    | 201-286     | 70,3 | 2.742  | 22  | 6   | 117,5 |
| 2020            | TEN    | 315-481     | 65,5 | 3.819  | 33  | 7   | 106,5 |
| 2021            | TEN    | 357-531     | 67,2 | 3.734  | 21  | 14  | 89,6  |
| 2022            | TEN    | 212-325     | 65,2 | 2.536  | 13  | 6   | 94,6  |
| 2023            | TEN    | 149-230     | 64,8 | 1.616  | 4   | 7   | 78,5  |
| Gesamt          | Gesamt | 3.063-4.764 | 64,3 | 34.881 | 216 | 115 | 91,2  |
| Quelle: NFL.com |        |             |      |        |     |     |       |